# Ketama (groupe)
Pour les articles homonymes, voir Ketama.
Ketama est un groupe de nouveau flamenco espagnol. Il est formé au début des années 1980 par José « Sorderita » Soto, Ray Heredia et Juan « El Camborio » Carmona Amaya. Plus tard, les deux premiers abandonnent le groupe, qui sera complété par l'arrivée de José Miguel Carmona Niño et Antonio Carmona Amaya, respectivement cousin et frère de Juan.
Ketama représentait, jusqu'à sa dissolution en 2004, l'avant garde la plus affirmée du nouveau flamenco. Le groupe annonce son retour en 2018, et joue en tournée en 2019.

## Histoire

### Premières années
Au début des années 1980 en Espagne, du point de vue musical, la Movida madrileña était omniprésente, ou presque. Dans le contexte d'un pays sorti récemment d'une dictature de presque quatre décennies, l'élimination de la censure et les envies de liberté donnèrent lieu, dans la musique, à une multitude de nouvelles formes d'expression et au début de la carrière musicale de beaucoup d'auteurs qui semblaient vouloir rompre avec le passé, s'en éloigner. Le flamenco ne fit pas exception, avec par exemple en 1979, Camarón de la Isla qui publiait La leyenda del tiempo, disque qui selon la critique marqua le début de l'ouverture du flamenco à tous types de rythmes et sonorités, en opposition avec un style resté très traditionnel jusque-là.
Sur le plancher madrilène Los Canasteros, travaillent deux guitaristes, Juan « El Camborio » Carmona de Grenade, fils de Juan Habichuela, et José « Sorderita » Soto de Xérès, également issu d'une ancienne famille gitane liée au Flamenco. Pour réviser leurs amples et respectifs héritages musicaux, et avec l'aide du madrilène Ray Heredia, fils du danseur Josele, comme choriste, ils forment Ketama (nom d'une vallée du Maroc). Bientôt ils deviennent le groupe phare de la discographie Nuevos Medios, avec leur proposition peu orthodoxe, qui enflamme les critiques et le public, mais qui fait perdre confiance aux plus orthodoxes.
Leur premier travail, du nom de Ketama, bien qu'enregistré en 1983, fut édité deux ans plus tard, les mettant en tête de ce qui est appelé nouveau flamenco, s'introduisant pour la première fois dans les musiques aux racines ibéro-américaines (et moins orientées vers les influences blues de leurs admirateurs Pata Negra). La collaboration avec des gens tels que Pepe Habichuela, Carles Benavent et Teo Cardalda élargit leur public. Mais les dissensions internes au groupe commencent à y créer des brèches. Le veille de la publication de leur second disque, Ray Heredia abandonne Ketama pour commencer une carrière en solo prometteuse qui se termine avec un disque unique publié en 1991, Quien no corre vuela, et est interrompue tragiquement par sa mort la même année, due à sa dépendance à l'héroïne. Quatre ans plus tôt il avait été remplacé par Antonio Carmona comme choriste de Ketama. Josemi Carmona, âgé seulement de 16 ans, entre aussi dans le groupe. Ketama publie avec eux son deuxième album, La Pipa de Kif. Plus tard, José « Sorderita » Sordo quitte le groupe, pour entamer une brillante carrière solo.
En 1988 apparaît Songhai, une fusion flamenco avec la kora africaine du musicien Toumani Diabaté,, qui s'était formée en 1985 quand le groupe avait joué à Londres, au Royaume-Uni. Avec cela, ils furent reconnus dans le monde entier, couverts d'éloges par The Times et The International Herald Tribune, la revue New Musical Express les élisant « Meilleur disque étranger de l'année »[réf. nécessaire].
Leur album suivant, Y es ke me han kambiao los tiempos (1990), enregistré pendant la tournée européenne du groupe, mène Ketama à la fusion définitive de la salsa et la rumba. Seul un des thèmes du disque est signé Ketama, la rumba Kalikeño étant rebaptisée postérieurement en No estamos lokos. Les autres chansons sont signées par chacun des membres du groupe, un par un ou en duo. Leur premier disque en auto-production et le succès de celui-ci les amènent à se produire en première partie de Prince lors de sa tournée en Espagne. En 1992 apparaît Pa’ gente con alma, disque hommage à Ray Heredia, disparu : le titre du disque est éponyme d'une ballade interprétée avec une seule guitare électrique dédiée à Ray. La liste des collaborations inclut Michel Camilo et José el Francés. Ce travail marque de profondes différences entre les Carmona et Sorderita, ce dernier étant absent lors de la présentation du disque. En 1993, Ketama, sans Sorderita, retourne à ses racines flamenco avec El Arte de lo invisible ; en 1994 c'est le retour aux influences africaines avec Songhai 2.

### De akí a Ketama
Le succès définitif et l'explosion du nombre de ventes viennent avec De akí a Ketama (1995), enregistré en direct des Studios Cinearte de Madrid, avec le meilleur de leur répertoire et la participation, entre autres, de Antonio Canales, Antonio Vega, Antonio Carbonell, Aurora, Amara Carmona et Antonio Flores, qui meurt peu après. Ils abandonnent leur réputation d'artistes cultes et consolident leur position d'artistes majeurs du nouveau flamenco, se rapprochant parfois de la pop. Plus d'un million de copies vendues, Prix Ondas au meilleur album (1995), Prix Ondas au meilleur groupe espagnol (1996) et prix de la musique dans la catégorie meilleure chanson de l'année 1996 pour No estamos lokos; on entendait Ketama partout.
Puis viennent trois années consécutives avec trois disques : en 1997 sort Konfusión, avec la collaboration de Jorge Drexler et Khaled, qui continue à approfondir la fusion du flamenco avec toutes les musiques du monde, et qui suppose aussi un effort pour ne pas se figer, mais évoluer, après le succès retentissant de l'album précédent. Ils reçoivent encore une fois le prix Ondas du meilleur album en 1998 et vendent plus de 300 000 copies. En 1998 est éditée la compilation Sabor Ketama, avec 17 thèmes de 1990 à 1997 et les collaborations, entre autres, d'Antonio Vega, Antonio Flores et Ana Belén ou, en flamenco, celles d'Aurora ou Pepe Habichuela. En 1999 sort Toma Ketama! qui, bien que plus flamenco que Konfusión, est toujours influencé par la pop, le blues ou la musique latino. Sur cet album vient s'ajouter encore une fois la collaboration de Jorge Drexler. Il y a aussi un thème de Sorderita.

### Derniers disques et séparation
Trois ans plus tard, Ketama reprend sa carrière avec Dame la mano, sorti en 2002, disque dans lequel ils tentent des influences hip-hop et house, et retravaillent avec Jorge Drexler. Le disque inclut une fête flamenco organisée par les Habichuela au complet, avec des invités comme Rosario Flores, Niña Pastori ou Sorderita.
Avec 20 pa’ Ketama le groupe joue pour la dernière fois. En célébrant leur vingtième anniversaire, le groupe se dissout avec un dernier album qui résume leur discographie. On y trouve aussi une sélection de duos et collaborations, dont certaines inédites, avec Rubén Rada et Ivete Sangalo ou d'autres déjà connues avec Antonio Flores, Diego Torres et Antonio Vega.
Dans la musique espagnole, il y a un « avant Ketama » et un « après Ketama ». Dans leurs disques sont mélangés le flamenco et la pop, les rythmes caribéens, la musique brésilienne, le reggae, le funk, le jazz, le hip-hop ou le house. Ils ont partagé des scènes avec Camarón de la Isla, Paco de Lucía ou Enrique Morente. Ils ont travaillé avec un flûtiste portugais comme Ráo Kyao et une étoile du rock argentin Fito Páez. Ils ont rejoint un groupe de luxe de Latin jazzo (D’Rivera, Camilo, Sandóval...) ou partagé les sonorités d'un kora malien avec Toumani Diabaté. Ils faisaient les premières parties de Prince ou des Rolling Stones, tout en continuant à sonner flamenco. On a édité des livres sur eux et réalisé des documentaires (Ketama y su Herencia Flamenca de Michael Meert). C'est sans doute l'un des groupes les plus copiés de la scène espagnole, et son influence est visible sur une partie des groupes et solistes actuels. Actuellement les membres font carrière chacun de leur côté, mais ne sont pas contre l'idée de reformer le groupe « quand nous aurons quelque chose de nouveau à dire ensemble ».

### Retour
Après 14 ans, Ketama annonce sa réunion lors d'une conférence de presse le 13 novembre 2018, annonçant la sortie d'un nouvel album (avec une date de sortie prévue en décembre 2018) et une tournée, No estamos locos on Tour 2019, débutant à Grenade le 23 février 2019,.

## Discographie
- 1985 : Ketama (Nuevos Medios)
- 1987 : La pipa de Kif (Nuevos Medios)
- 1988 : Songhai (Nuevos Medios)
- 1990 : Y es ke me han kambiao los tiempos (Philips)
- 1990 : Karma (compilation) (Nuevos Medios)
- 1992 : Canciones hondas (compilation) (Nuevos Medios)
- 1992 : Pa’ gente con Alma (Philips)
- 1993 : El Arte de lo invisible (Philips)
- 1994 : Songhai 2 (Nuevos Medios)
- 1995 : De akí a Ketama (Mercury)
- 1997 : Konfusión] (Mercury)
- 1998 : Sabor Ketama (Mercury)
- 1999 : Toma Ketama! (Mercury)
- 2002 : Dame la mano (Mercury)
- 2002 : Nuevos Medios Colección (Nuevos Medios)
- 2004 : 20 pa' Ketama (Universal)